# Delphinium nydeggeri
Delphinium nydeggeri är en ranunkelväxtart som beskrevs av Hub.-mor.. Delphinium nydeggeri ingår i släktet storriddarsporrar, och familjen ranunkelväxter. Inga underarter finns listade i Catalogue of Life.